# Cuauhtémoc Yucunicoco
Cuauhtémoc Yucunicoco är en ort i Mexiko.   Den ligger i kommunen Santiago Juxtlahuaca och delstaten Oaxaca, i den sydöstra delen av landet, 270 km sydost om huvudstaden Mexico City. Cuauhtémoc Yucunicoco ligger 2 589 meter över havet och antalet invånare är 137.
Terrängen runt Cuauhtémoc Yucunicoco är kuperad österut, men västerut är den bergig. Runt Cuauhtémoc Yucunicoco är det ganska glesbefolkat, med 43 invånare per kvadratkilometer. Närmaste större samhälle är Santiago Juxtlahuaca, 10,0 km nordväst om Cuauhtémoc Yucunicoco. I omgivningarna runt Cuauhtémoc Yucunicoco växer huvudsakligen savannskog.